# Synagoga v Českém Krumlově
Synagoga, neboli Templ, stojí ve městě Český Krumlov (německy Böhmisch Krumau) v Jihočeském kraji. Byla postavena roku 1909 v novorománském slohu se secesními prvky. Jednalo se o první stavbu v Rakousko-Uhersku, na jejíž stavbu byla použita železobetonová konstrukce.

## Historie Židovské obce
Přítomnost Židů v Českém Krumlově je prvně písemně doložena ve 14. století. Jan Lucemburský dovolil, aby se ve městě usadily 4 židovské rodiny. Jeho syn, Karel IV., povolení rozšířil na šest rodin. Vztahy s vrchností ale nebyly zdaleka ideální a všichni Židé byli roku 1494 z města vypovězeni. Zákaz pobytu platil až do 18. století, kdy však nebyl úplně zrušen, několik židovských rodin se zde mohlo usadit pouze za určitých podmínek. Zlom přináší až revoluční rok 1848, definitivní zrovnoprávnění Židů na roveň ostatního obyvatelstva Rakouska-Uherska je zajištěno až tzv. Prosincovou ústavou z roku 1867.
Roku 1855 je založen Židovský náboženský spolek, který je roku 1893 přeměněn na samostatnou ŽNO. Před postavením synagogy v Krumlově zřejmě nepůsobil rabín, obec se scházela k modlitbám ve větší modlitebně, bohoslužby vedl kantor.

## Synagoga
Byla postavena v letech 1908-1909 místní Židovskou obcí na západním vršku města zvaném Plešivec. Plány navrhl pražský architekt působící ve Vídni Victor Kafka. Stavba byla z velké části financována místní bohatou továrnickou rodinou Spiro a realizována pod vedením stavitele Sosny. Pozemek byl zakoupen v místní zahradnické kolonii, nacházející se v katastru obce č. p. 208. Zabírá plochu 883 m2, stavba samotná pak plochu 505 m2.
Architekt Kafka navrhl templ jako jednoduchou jednolodní stavbu se sedlovou střechou a zdálky dominující osmibokou věží v novorománském slohu s patrnými prvky secese. Při západním průčelí se nachází vstup.
Klenba byla vymalována modře, bima je v duchu neologického ritu posunuta k východní zdi s aron ha-kodeš, které dominuje velké pseudorozetové okno s vitráží Davidovy hvězdy. V lodi byly dvě řady lavic dohromady pro 140 – 180 věřících, levá řada pro muže, pravá pro ženy a děti.
K bohoslužebným účelům byla synagoga využívána do roku 1938, kdyměla místní židovská obec asi sto členů. Po válce sloužila Církvi československé husitské a po roce 1969 jako skladiště kulis hradního barokního divadla. Po roce 1990 byla navrácena ŽNO Praha.
Na jaře 2006 zde uspořádala dvoudenní program Česká unie židovské mládeže. Šlo o úklid synagogy, která tehdy ještě byla před generální rekonstrukcí, oslavy svátku šabat s čtením z Tóry, přednášky, a bar micva chlapce z USA, jehož dědeček pocházel z Českého Krumlova.